# Мидлвилл (тауншип)
Мидлвилл (англ. Middleville) — тауншип в округе Райт, Миннесота, США. На 2000 год его население составило 925 человек.

## География
По данным Бюро переписи населения США площадь тауншипа составляет 92,0 км², из которых 87,1 км² занимает суша, а 4,9 км² — вода (5,37 %).

## Демография
По данным переписи населения 2000 года здесь находились 925 человек, 312 домохозяйств и 258 семей.  Плотность населения —  10,6 чел./км².  На территории тауншипа расположено 327 построек со средней плотностью 3,8 построек на один квадратный километр. Расовый состав населения: 96,22 % белых, 0,65 % афроамериканцев, 0,86 % коренных американцев, 0,43 % азиатов, 0,97 % — других рас США и 0,86 % приходится на две или более других рас. Испанцы или латиноамериканцы любой расы составляли 1,51 % от популяции тауншипа.
Из 312 домохозяйств в 37,8 % воспитывались дети до 18 лет, в 73,7 % проживали супружеские пары, в 3,8 % проживали незамужние женщины и в 17,3 % домохозяйств проживали несемейные люди. 13,8 % домохозяйств состояли из одного человека, при том 7,1 % из — одиноких пожилых людей старше 65 лет. Средний размер домохозяйства — 2,96, а семьи — 3,27 человека.
30,9 % населения — младше 18 лет, 6,6 % — в возрасте от 18 до 24 лет, 26,5 % — от 25 до 44, 23,6 % — от 45 до 64, и 12,4 % — старше 65 лет. Средний возраст — 37 лет. На каждые 100 женщин приходилось 107,9 мужчин.  На каждые 100 женщин старше 18 приходилось 109,5 мужчин.
Средний годовой доход домохозяйства составлял 50 833 доллара, а средний годовой доход семьи —  52 159 долларов. Средний доход мужчин —  40 556  долларов, в то время как у женщин — 24 844. Доход на душу населения составил 18 850 долларов. За чертой бедности находились 0,8 % семей и 2,2 % всего населения тауншипа, из которых 1,8 % младше 18 и 6,6 % старше 65 лет.